# 2016년 하계 올림픽 난민 선수단
2016년 하계 올림픽 난민 선수단은 2016년 8월 5일부터 8월 21일까지 브라질 리우데자네이루에서 열린 2016년 하계 올림픽에 참가한 올림픽 난민 선수단이다.
유럽 난민 위기, 시리아 내전, 남수단 내전 등으로 인해 세계 곳곳에서 난민 선수들이 많이 발생하자 국제 올림픽 위원회(IOC)에서 난민 선수들을 별도의 선수단으로 출전시키기로 결정했다. 출신 국가가 아닌 국가 올림픽 위원회(NOC)에서 선수의 기량과 경기력, 유엔에 의해 확인된 공식적인 난민 지위, 개인적인 상황과 배경을 확인받은 후에 출전하게 된다.

## 참가 선수 목록
국제 올림픽 위원(IOC)는 2016년 6월 3일에 2016년 리우데자네이루 하계 올림픽에 참가할 난민 선수단 명단을 공개했다.
| 선수명             | 출신 국가        | 담당 NOC   | 종목 | 세부 종목        |
| ------------------ | ---------------- | ---------- | ---- | ---------------- |
| 제임스 치엥지에크  | 남수단           | 케냐       | 육상 | 남자 400m        |
| 이에치 비엘        | 남수단           | 케냐       | 육상 | 남자 800m        |
| 폴로 아모툰 로코로 | 남수단           | 케냐       | 육상 | 남자 1500m       |
| 요나스 킨데        | 에티오피아       | 룩셈부르크 | 육상 | 남자 마라톤      |
| 포폴레 미셍가      | 콩고 민주 공화국 | 브라질     | 유도 | 남자 90kg급      |
| 라미 아니스        | 시리아           | 벨기에     | 수영 | 남자 100m 접영   |
| 로즈 로코니엔      | 남수단           | 케냐       | 육상 | 여자 800m        |
| 안젤리나 로할리트  | 남수단           | 케냐       | 육상 | 여자 1500m       |
| 욜랑드 마비카      | 콩고 민주 공화국 | 브라질     | 유도 | 여자 70kg급      |
| 유스라 마르디니    | 시리아           | 독일       | 수영 | 여자 200m 자유형 |

## 같이 보기
- 2016년 하계 패럴림픽 독립 선수단